# Srdjan Živulović
Srdjan Živulović, slovenski reportažni fotograf, * 1959.
Sprva je več let delal za časopisno hišo Delo, leta 1992 pa je ustanovil svojo fotografsko agencijo Bobo, prek katere sodeluje z različnimi domačimi in tujimi mediji, fotografira pa tudi za državni protokol in različna ministrstva. Od slovenske osamosvojitvene vojne je tudi sodelavec agencije Reuters.
Živi v Studenčicah pri Medvodah.

## Priznanja
Leta 1989 je prejel priznanje takratne jugoslovanske agencije Tanjug za fotografijo »Boj žensk za delavski kruh«, posneto v Makedoniji. Leta 2016 je v sklopu ekipe agencije Reuters, ki je dokumentirala evropsko begunsko krizo, postal prvi Slovenec, ki je prejel prestižno Pulitzerjevo nagrado.